# 王牌教師 麻辣出擊
《王牌教師麻辣出擊》(麻辣鮮師重返校園)，是一部於2018年上映的青春校園喜劇電影，電視劇《麻辣鮮師》的電影版。由謝祖武、林美秀、杜詩梅、金剛、綠茶、九孔領銜主演，2017年12月17日開鏡，2018年1月於嘉義市取景拍攝，台灣於2018年8月30日上映。
電影版做了些許的變動，像謝祖武飾演的「許磊」、林美秀飾演的「佟雅容」都與原本電視劇版本的名字不同，因為《麻辣鮮師》過去曾出版書籍，且對於書中名字「徐磊」、「童老師」有註冊，因此電影版不能再使用。

## 劇情
西元2000年，一位特立獨行的老師，以一句「我要當老師！」開啟他的教師生涯。
幼稚又無厘頭的教學方式，影響了無數學子！從此，他成了傳說中的「王牌鮮師」磊哥！
但這位王牌教師在愛人遠去之後，從此一蹶不振！在大夥好不容易的哄騙與勸説之下，重新擔當師職、並且重整破敗的棒球隊。
這位史上最鬧的王牌教師重返校園，將會是老師教化學生、還是學生拯救老師？

## 演員列表

### 武德高中教職員
| 演員姓名 | 角色名稱 | 角色職務                   | 介紹 |
| 謝祖武   | 許磊     | 棒球隊教練                 | 綽號「磊哥」，欺善怕惡，貪小便宜，心智年齡低。10年前，以一句「我要當老師」及滿腔的熱血，幸運地成為一位老師。雖是小混混出身，四肢發達、頭腦簡單，但洞察力極強，能即時發現學生問題、毫不猶豫地出手幫助；並奮力保護學生，甚至冒著丟職的風險而在所不辭，漸漸俘虜了許多問題學生的心。                                 |
| 林美秀   | 佟雅容   | 棒球隊領隊                 | |
| 杜詩梅   | 陸小曼   | 啦啦隊老師                 | 從十年前就是磊哥最好的夥伴，因為成績不好三度留級。畢業後買下學校福利社經營權，又是吃貨族，也找到工作。還好天生具有舞蹈細胞，終於取得啦啦隊也扮起公雞妝老師的位置。正義感十足，鬼點子更多、但總是用錯地方。是陪伴磊哥最久的學生之一，同時是最理解他的人。                                                         |
| 金剛     | 金剛     | 校工/護士/進出口清點貨物員 | 畢業後什麼工作都幹過了，但總是提不起勁，沒一個工作能撐過十個月。因為太懷念學校生活，最後決定重返校園當打掃校工。守校門、修水管、在食堂煮菜、在福利社當進出口清點貨物員、在保健室當小護士，樣樣都行、都一手包辦，在校園各處都能看到他的身影。也因為工作性質太廣泛了，擁有了順風耳，能聽到校內大大小小的八卦新聞。 |
| 綠茶     | 韓家寶   | 福利社員工                 | 曾是《新麻辣鮮師》裡許磊教過的第四代學生，原本是富家子弟，但因為沒有企業管理能力，導致家道中落。最後帶著微薄的積蓄來到武德高中開了一間福利社，每天想著要東山再起。直到磊哥出現後，就一直黏著他不放。 |
| 九孔     | 孔育英   | 主任                       | 因為瞧不起棒球隊，對許磊心生芥蒂，想要換掉許磊教練的地位。成天只想要解散棒球隊，並跟許磊打賭：要是棒球隊贏得冠軍，就可以不用解散棒球隊，並自掏腰包贊助全新的棒球用具。但和許磊一碰到面就是歡喜冤家。 |

### 武德高中棒球隊
| 演員姓名 | 角色名稱       | 棒球隊位置 | 介紹 |
| 曾乙同   | 石投           | 投手       | 冷酷、不苟言笑，像一顆冰冷的石頭，難相處是大家對他的第一印象。平時一副對什麼事都不在乎的樣子，只有練球的時候才會充滿幹勁。但由於家庭因素導致他再喜歡棒球，也心有餘而力不足。 |
| 陳慕     | 韓少雅         | 中外野手   | 建設公司富二代，人如其名的少爺命。進棒球隊純粹為了體保生名額，好向家裡交代，剛好中外野手最閒，還有左右外野手兩個小跟班(唐綸、陶柏萌 飾)可以幫忙cover。體力方面，擁有超強的彈跳力，臂力弱到爆。 |
| 杜季祥   | 阿傑           | 三壘手     | 視障球員，球隊的金手套，擁有超強的感知能力，光靠耳朵聽就接的到球，是不折不扣的聽風者。平時總是吊兒郎當、懶懶散散的樣子，但卻是球隊最有力的一道防線。 |
| 阿布     | 周永清(胖子)   | 捕手       | 胖子是食量驚人的大胃王，個性溫和慵懶。加入棒球隊的原因，一是學校規定要加入社團，二是他希望能在球隊裡得到認同。在棒球隊是捕手也是王牌打擊。只要一站上打擊區，只有兩種結果，全壘打或是在一壘前被刺殺，因為龐大的身軀，讓他永遠跑不到一壘。                                                                     |
| 香吉士   | David          | 一壘手     | 球隊的當家一壘手，同時也是個魔術高手，總能神不知鬼不覺的刺殺跑者。跟所有魔術師一樣，很容易取得對方信任，最大的興趣是開賭盤，但總是賭自己隊伍輸。 |
| 曾憲莫   | 樂咖           | 游擊手     | 球隊的盜壘王，打擊不怎麼樣，擁有強悍的跑壘能力，但卻只有158公分的悲慘身高。由於身高太矮了，導致對手常常忽略掉他，讓他神不知鬼不覺地盜壘成功。 |
| 葛丞     | 董書華(眼鏡仔) | 二壘手     | 武德高中的資優生，成績好到可以保送國外大學，號稱只要是書上有的都難不倒他。擁有超強的計算能力，甚至有驚人的動態視覺，可以一眼看出場上的球速，是球隊不可或缺的軍師。進棒球隊是覺得這運動很帥、一定可以把到妹，可惜他沒認知到這無關乎運動的問題，是人的問題。因為眼鏡仔面對女生總是唯唯諾諾，所以一直把不到妹。 |
| 陶柏萌   | 馬恭維         | 右外野手   | 選擇外野的原因很單純，就是少雅(陳慕 飾)是中外野手。但即便他們反應、判斷力極高，貢獻度永遠是0，因為他們把所有球都一肩扛下，再不假思索地送到少爺的手套裡。 |
| 唐綸     | 馮迎少         | 左外野手   | 選擇外野的原因很單純，就是少雅(陳慕 飾)是中外野手。但即便他們反應、判斷力極高，貢獻度永遠是0，因為他們把所有球都一肩扛下，再不假思索地送到少爺的手套裡。 |
| 余合明   | 那個誰         | 板凳       | 那個誰？你哪位？是他們最常聽到的一句話。由於存在感太低，名字實在記不起來，所以直接變成了綽號。 |
| 張耀之   | 你哪位         | 板凳       | 那個誰？你哪位？是他們最常聽到的一句話。由於存在感太低，名字實在記不起來，所以直接變成了綽號。 |

### 武德高中啦啦隊
| 演員姓名         | 角色名稱 | 介紹 | 備註 |
| 吳子霏           | 韓可兒   | 活潑開朗，臉上總是帶著甜甜的微笑。 性格正義，心直口快，嘴上不饒人但其實很善良，對事情總有一套自己的見解。加入啦啦隊不是為了看帥哥，而是真的喜歡球場上熱血的氛圍。                                   |      |
| 梁以辰           | 安妮     | 標準校園風雲人物，武德高中多金高傲的大小姐。靠著家庭背景理所當然地當上啦啦隊隊長，更總是帶全隊幫籃球隊加油，冷落沒有人氣的棒球隊。看不慣韓可兒(吳子霏/飾)善良討喜的模樣，所以有事沒事就故意欺負她。 |      |
| 王禹舒           | 小樂     | 啦啦隊隊員，同時是隊長安妮的貼身小跟班，只願意為學校表現最好的籃球隊加油。 |      |
| 柯詠云           | 琪琪     | 啦啦隊隊員，同時是隊長安妮的貼身小跟班，只願意為學校表現最好的籃球隊加油。 |      |
| 陳伊             | 伊伊     | 啦啦隊隊員 |      |
| 董梓甯           | 梓梓     | 啦啦隊隊員 |      |
| 楊曉帆           | 小帆     | 啦啦隊隊員 |      |
| 林書葶           | UNA      | 啦啦隊隊員 |      |
| 王紹芃(功夫LALA) | LALA     | 啦啦隊隊員 |      |
| 周維維           | 小胖妹   | 啦啦隊隊員 |      |

### 武德高中籃球隊
| 演員姓名 | 角色名稱 | 介紹 | 備註 |
| 卞慶華   | 楊昊     | 籃球隊隊長，由楊昊為首的武德籃球隊，是全校表現最優異的校隊。集結學校最好的社團資源及豪華裝備，讓棒球隊總是羨慕不已，更讓啦啦隊也只肯為籃球隊加油。 |      |
| 邱九儒   |          | 籃球隊隊員 |      |
| 王均瑋   |          | 籃球隊隊員 |      |
| 胡釋安   |          | 籃球隊隊員 |      |
| 陳柏為   |          | 籃球隊隊員 |      |

### 其他人物
| 演員姓名 | 角色名稱 | 介紹               | 備註                                            |
| 宋少卿   | 石振     | 石投父             |                                                 |
| 彭曉彤   |          | 石投母             | 彭曉彤在麻辣鮮師第三代飾演"葉小彤"              |
| 郭昱晴   | 萬人美   | 和興國小棒球隊領隊 | 郭昱晴在麻辣鮮師第一~三代及智勝鮮師飾演"萬人美" |
| 徐展元   | 主播     | 高中棒球聯賽主播   |                                                 |

## 製作
- 出品人：陳榮謙、劉亭佑
- 出品公司：弘熹娛樂、奧瑪優勢傳媒、海王天璽文化傳媒
- 監製：陳榮謙、劉亭佑
- 編劇：劉沿瑲、張哲書
- 導演：張哲書

## 電影歌曲
| 曲別   | 歌名           | 演唱者 |
| 插曲   | 多麽幸運       | 魏奇奇 |
| 片尾曲 | 致，瘋狂的青春 | 鄭康亮 |

## 拍攝場景
- 新北市立林口高級中學
- 國立嘉義高級中學
- 嘉義市立棒球場
- 嘉義市KANO園區
- 嘉義縣朴子市簡易棒球場
- 嘉義縣和興國民小學

## 外部連結
- 王牌教師 麻辣出擊的Facebook專頁
- 開眼電影網上《王牌教師 麻辣出擊》的資料（繁體中文）
- Yahoo奇摩電影上《王牌教師 麻辣出擊》的資料（繁體中文）
- 豆瓣电影上《王牌教師 麻辣出擊》的資料 （简体中文）
- 互联网电影数据库（IMDb）上《王牌教師 麻辣出擊》的资料（英文）